# Rubén Limardo
Rubén Darío Limardo Gascón (Ciudad Bolívar, 3 de agosto de 1985) es un deportista venezolano que compite en esgrima, especialista en la modalidad de espada. Es hermano de los también esgrimidores Francisco Limardo y Jesús Limardo.
Participó en cinco Juegos Olímpicos de Verano entre los años 2008 y 2024, obteniendo una medalla de oro en Londres 2012 en la prueba individual. Ganó tres medallas en el Campeonato Mundial de Esgrima entre los años 2013 y 2023. Además, consiguió nueve medallas en los Juegos Panamericanos entre los años 2003 y 2019.
En septiembre de 2020, ingresó al Salón de la Fama de la Federación Internacional de Esgrima (FIE).

## Palmarés internacional
| Juegos Olímpicos     | Juegos Olímpicos                | Juegos Olímpicos  | Juegos Olímpicos   |
| Año                  | Lugar                           | Medalla           | Prueba             |
| -------------------- | ------------------------------- | ----------------- | ------------------ |
| 2012                 | Londres (Reino Unido)           | Medalla de oro    | Espada individual  |
| Campeonato Mundial   |                                 |                   |                    |
| Año                  | Lugar                           | Medalla           | Prueba             |
| 2013                 | Budapest (Hungría)              | Medalla de plata  | Espada individual  |
| 2018                 | Wuxi (China)                    | Medalla de plata  | Espada individual  |
| 2023                 | Milán (Italia)                  | Medalla de bronce | Espada por equipos |
| Juegos Panamericanos |                                 |                   |                    |
| Año                  | Lugar                           | Medalla           | Prueba             |
| 2003                 | Santo Domingo (Rep. Dominicana) | Medalla de plata  | Espada por equipos |
| 2007                 | Río de Janeiro (Brasil)         | Medalla de oro    | Espada individual  |
| 2007                 | Río de Janeiro (Brasil)         | Medalla de plata  | Espada por equipos |
| 2011                 | Guadalajara (México)            | Medalla de plata  | Espada individual  |
| 2011                 | Guadalajara (México)            | Medalla de plata  | Espada por equipos |
| 2015                 | Toronto (Canadá)                | Medalla de oro    | Espada individual  |
| 2015                 | Toronto (Canadá)                | Medalla de oro    | Espada por equipos |
| 2019                 | Lima (Perú)                     | Medalla de oro    | Espada individual  |
| 2019                 | Lima (Perú)                     | Medalla de bronce | Espada por equipos |